# Tuttosport
Tuttosport ist eine italienische Sportzeitung. Sie wurde von Renato Casalbore gegründet und erschien erstmals am 3. April 1945.

## Geschichte
Anfangs erschien die Zeitung zweimal wöchentlich. Renato Casalbore starb 1949 ein einem Flugunfall. Ab dem 12. März 1951 erschien Tuttosport als Tageszeitung. Die neben der Gazzetta dello Sport und dem Corriere dello Sport wichtigste italienische Sportzeitung hat ihren Sitz in Turin. Die Zeitung hat nationalen Charakter und liegt mit durchschnittlichen 894.000 Lesern auf Platz 10 der meistgelesenen italienischen Zeitungen. Dabei erhöhte sich der Marktanteil von Tuttosport innerhalb eines Jahres um rund 4 %. Die durchschnittliche Seitenanzahl beträgt 30 Seiten.
Tuttosport sympathisiert mit dem italienischen Rekordmeister Juventus Turin, welchem meist die Schlagzeile und täglich die ersten fünf bis sieben Seiten gewidmet sind. Der Fußball, Italiens Nationalsport, nimmt zwei Drittel der gesamten Seitenanzahl ein.

## Golden Boy
Seit 2003 vergibt Tuttosport am Ende jedes Jahres den Golden Boy. In Zusammenarbeit mit zahlreichen Sportredaktionen anderer europäischer Publikationen wird diese Auszeichnung an den besten U21-Spieler Europas vergeben. Die Auszeichnung ist vergleichbar mit der von 1978 bis 2015 vergebenen Trofeo Bravo der Zeitschrift Il Guerin Sportivo.

## Golden Girl
2018 zeichnete Tuttosport am Ende des Jahres auch die beste U21-Spielerin des Jahres aus Italien mit dem Golden Girl aus. Von 2019 bis 2021 war der Preis italienischen Spielerinnen vorbehalten. Seit 2022 wird der Preis für die beste U21-Spielerin Europas vergeben.
| Jahr | Spielerin (Jahrgang)     | Verein(e)                      |
| ---- | ------------------------ | ------------------------------ |
| 2018 | Benedetta Glionna (1999) | Juventus Turin                 |
| 2019 | Giada Greggi (2000)      | AS Rom                         |
| 2020 | Asia Bragonzi (2001)     | Juventus Turin / Hellas Verona |
| 2021 | Martina Tomaselli (2001) | US Sassuolo Calcio             |

## Golden Player
Seit 2020 vergibt Tuttosport am Ende jedes Jahres den Golden Player an den besten Spieler, der in Europa aktiv ist. Die Gewinner werden jedoch nicht als „Europas Fußballer des Jahres“ bezeichnet.
| Jahr | Spieler            | Verein            |
| ---- | ------------------ | ----------------- |
| 2020 | Robert Lewandowski | FC Bayern München |
| 2021 | Robert Lewandowski | FC Bayern München |
| 2022 | Karim Benzema      | Real Madrid       |
| 2023 | Erling Haaland     | Manchester City   |
| 2024 | Toni Kroos         | Real Madrid       |

## Golden Player (Frauen)
Seit 2021 vergibt Tuttosport am Ende jedes Jahres den Golden Player an die besten Spielerin, die in Europa aktiv ist. Die Gewinnerinnen werden jedoch nicht als „Europas Fußballerin des Jahres“ bezeichnet.
| Jahr | Spieler         | Verein       |
| ---- | --------------- | ------------ |
| 2021 | Lieke Martens   | FC Barcelona |
| 2022 | Alexia Putellas | FC Barcelona |
| 2023 | Aitana Bonmatí  | FC Barcelona |
| 2024 | Aitana Bonmatí  | FC Barcelona |